# White Plains (Nova York)
White Plains és una població dels Estats Units a l'estat de Nova York. Segons el cens del 2000 tenia 57.300 habitants.

## Demografia
Segons el cens del 2000, White Plains tenia 53.077 habitants, 20.921 habitatges, i 12.699 famílies. La densitat de població era de 2.091,1 habitants per km².
Dels 20.921 habitatges en un 26,9% hi vivien nens de menys de 18 anys, en un 45,7% hi vivien parelles casades, en un 11,3% dones solteres, i en un 39,3% no eren unitats familiars. En el 33,4% dels habitatges hi vivien persones soles l'11,8% de les quals corresponia a persones de 65 anys o més que vivien soles. El nombre mitjà de persones vivint en cada habitatge era de 2,47 i el nombre mitjà de persones que vivien en cada família era de 3,14.
Per edats la població es repartia de la següent manera: un 21,2% tenia menys de 18 anys, un 7,5% entre 18 i 24, un 32,5% entre 25 i 44, un 23,6% de 45 a 60 i un 15,2% 65 anys o més.
L'edat mitjana era de 38 anys. Per cada 100 dones de 18 o més anys hi havia 85,7 homes.
La renda mitjana per habitatge era de 58.545 $ i la renda mitjana per família de 71.891 $. Els homes tenien una renda mitjana de 47.742 $ mentre que les dones 36.917 $. La renda per capita de la població era de 33.825 $. Entorn del 6,5% de les famílies i el 9,8% de la població estaven per davall del llindar de pobresa.

## Poblacions més properes
El següent diagrama mostra les poblacions més properes.

## Personatges notables
- James Whitmore. Actor.
- George E. Smith, físic, Premi Nobel de Física de 2009.